# 顏重慶
顏重慶（Steven Gan，1963年—），馬來西亞記者，政治新聞網站《当今大马》的創辦人。《当今大马》被視為馬來西亞的“第一和唯一”獨立新聞來源。於2000年，他獲保護記者委員會授予國際新聞自由獎。

## 生平
1989年從一間澳洲大學畢業，並獲得政治經濟學學士學位。之後，他在香港成為一位自由撰稿人。於1991年，他在巴格达報道了海湾战争。於1994年，他回到馬來西亞，並成為當地日報《太陽報》的記者。但是，當地的政府監管和媒體自我審查導致新聞自由被約束。
於1995年，他報道了59名孟加拉移民於士毛月移民局拘留所集體死亡的新聞。但是，《太陽報》的編輯因為恐懼政府，所以拒絕發表其報道。因此，顏重慶將報道移交移民權利組織力量组织。力量组织發表了顏重慶的報道，而组织的領袖艾琳·費爾南德斯卻因此被恐嚇。費爾南德斯的審判和上訴持續了13年，最終於2008年被吉隆坡刑事高等法院裁定無罪。
於1996年，顏重慶與四名記者被捕。他在監獄中度過之後的五天，並因此獲國際特赦組織稱為「良心犯」。出獄後，他寫了一篇專欄文章。他在文中抗議自己無故被捕，並且在獄中獲得不平等的待遇，但《太陽報》的編輯仍然拒絕發表之。作為回應，顏重慶申請辭職，並成為泰國英語日報《国民报》的記者。
政府於1995年推行多媒体超级走廊計劃促使國家科技發展。該計劃禁止政府介入網絡。顏重慶認為網絡將會是一個突破點，故與詹德蘭合辦一個網上獨立新聞來源。他們因此於1999年11月創辦了《当今大马》，而此时正是马哈迪·莫哈末解散国会举行全国大选的时候。當時的員工只有6人，且預算僅為$100,000。而顏重慶則擔任其首席主編。
2021年2月19日，《当今大马》因读者留言藐视马来西亚司法体制，被联盟法庭裁判处罚款50万令吉。总编辑颜重庆闻判后评论，这项裁决是企图打压与关闭《当今大马》，且受罚原因不是因为新闻内容，而是读者留言，对此深表失望，并担心这项裁决将产生寒蝉效应。其遭遇广泛获得国内外各方人士的关注。3天后，来自莪仑的一个非政府组织成员向警方举报颜重庆与民主行动党巴生国会议员查尔斯圣地亚哥评论联邦法院裁决违法，吉打州警方对此援引多媒体和通讯法令233条文开档调查。

## 獎項
於2000年11月，他獲保護記者委員會授予國際新聞自由獎。該獎項旨在表彰面對攻擊、威脅或監禁時，仍然願意捍衞新聞自由的人。
於2001年7月，《彭博商业周刊》將顏重慶列為「民意塑造者亞洲之星」。翌年，《當今大馬》獲國際新聞學會頒發自由媒體先鋒獎。

## 外部連結
- 《当今大马》 （页面存档备份，存于）